# Amt Itzstedt
Het Amt Itzstedt is een Amt in de Duitse deelstaat Sleeswijk-Holstein. Het omvat zeven gemeenten, waarvan zes in de Kreis Segeberg, en een, Tangstedt in de Kreis Stormarn. Het bestuur voor het Amt is gevestigd in Itzstedt. 

## Deelnemende gemeenten
1. Itzstedt
2. Kayhude
3. Nahe
4. Oering
5. Seth
6. Sülfeld
7. Tangstedt in Kreis Stormarn